# Đảng Dân chủ Xã hội Triều Tiên
Đảng Dân chủ Xã hội Triều Tiên là một trong những đảng phái chính trị của Cộng hòa Dân chủ Nhân dân Triều Tiên, là liên minh chính trị với Đảng Lao động Triều Tiên. Được thành lập vào ngày 3 tháng 11 năm 1945 bởi doanh nhân vừa và nhỏ, thương nhân, thợ thủ công, giai cấp tiểu tư sản, nông dân và người theo đạo Kitô dưới mục đích mang lại một xã hội dân chủ.
Về mặt lý thuyết các bên tuân thủ các quốc gia dân chủ xã hội phù hợp điều kiện lịch sử của Triều Tiên và đặc điểm quốc gia và phương châm chính trị cơ bản của nó là độc lập, chủ quyền, dân chủ, hòa bình và quyền bảo vệ con người.
Ý thức hệ của Đảng trong những năm gần đây là liên minh chính trị với Đảng Lao động Triều Tiên. Cho đến tháng 1 năm 1981, các bên đã được gọi là Đảng Dân chủ của Hàn Quốc. Nó là một phần của Mặt trận Dân chủ Thống nhất Tổ quốc trong đó liên minh với Đảng Thanh hữu Thiên Đạo, cùng Đảng Lao động Triều Tiên với hệ tư tưởng Chủ thể và của chính sách Tiên quân.
Đứng đầu Đảng hiện nay là Kim Yong Dae (Chosongul: 김영대, Hanja: 金英大, Hán-Việt: Kim Anh Đại), chức danh Chủ tịch Ủy ban Trung ương Đảng Dân chủ Xã hội Triều Tiên và Phó Chủ tịch Hội nghị Nhân dân Tối cao.
Thông tin của Đảng bị hạn chế không được công bố  Tính đến tháng 1 năm 2007, Đảng có hơn 30.000 đảng viên